# Guido Scala
Guido Scala (* 14. Februar 1936 in Turin; † 6. Januar 2001 in Chiavari) war ein italienischer Karikaturist.
Scala begann seine Laufbahn Anfang der 1950er Jahre bei Lo Scolaro mit Pik e Pok (Pik und Pok) und anderen Serien. Anschließend lernte er Luciano Bottaro (1931–2006) kennen, für den er Geschichten tuschte. Bottaro selbst hatte 1952 bei Disney angefangen, einige Jahre später holte er sich den jungen Scala als Hilfe. Von 1968 bis zu seinem Tod arbeitete Scala für den italienischen Disney-Comic-Lizenznehmer Mondadori. Er zeichnete vor allem Geschichten mit Dagobert Duck, allerdings auch ein paar aus dem Universum von Micky Maus, letztere allerdings eher selten.